# شقوبية (مقاطعة)
مقاطعة شقوبية أو شكوبية (بالإسبانية: Segovia، سيغـوبيا) هي مقاطعة إسبانية تقع في وسط الدولة، تقع ضمن حدود منطقة قشتالة وليون.
عاصمتها هي مدينة شقوبية، تنقسم المقاطعة إلى 209 بلدية.

## الجغرافيا
تقع مقاطعة شقوبية في وسط إسبانيا تحدها من الشمال مقاطعة برغش ومقاطعة بلد الوليد، ومن الجنوب مقاطعة غوادالاخارا ومقاطعة مدريد، ومن الشرق مقاطعة سوريا، ومن الغرب مقاطعة آبلة.
تبلغ مساحة مقاطعة شقوبية 6.796 كم².

## الديموغرافيا
يبلغ عدد سكان مقاطعة شقوبية 164.169 نسمة عام 2011 (وفقاً للمعهد الوطني للإحصاء الإسباني).
فيما يلي قائمة أكبر البلديات من حيث عدد السكان (بتاريخ 1 يناير 2011):
1. شقوبية 55.220 نسمة
2. إل إسبينار 9.749 نسمة
3. كويار 9.725 نسمة
4. ريال سيتيو دي سان إلديفونسو 5.698 نسمة
5. بالاثويلوس دي إريسما 4.442 نسمة
6. كانتاليخو 3.918 نسمة
7. لا لستريا 3.405 نسمة
8. نافا دي لا آسونثيون 3.011 نسمة
9. سان كريستوبال دي شقوبية 2.899 نسمة
10. كاربونيرو إل مايور 2.589 نسمة